# Drizzle
Drizzle é um programa open source de gerenciamento de banco de dados (SGBD), uma ramificação de MySQL versão 6.0.
Tal como MySQL, Drizzle utiliza uma arquitetura cliente-servidor e SQL como linguagem de comandos. Drizzle é distribuído sob a versão 2 da licença GNU General Public License (GPL), com algumas partes sob licença BSD.
O trabalho inicial foi feito em meios de 2008 por Brian "Krow" Aker.